# Teatro Giuseppe Persiani
Il Teatro Giuseppe Persiani è il teatro di Recanati, intitolato al compositore Giuseppe Persiani

## Storia
Nel 1668 a Recanati si rappresentavano commedie in un teatro all'interno del Palazzo dei Priori. Nel 1719 viene costruito il primo teatro con palchetti, che prese il nome di "Teatro dei Nobili", e che ottenne scene persino da Ferdinando Bibbiena. Nel 1823, il gonfaloniere Monaldo Leopardi, promosse l'erezione di un teatro tutto nuovo da realizzarsi sul corso di fronte al Macello. Il teatro fu ultimato solo nel 1840 dopo innumerevoli traversie, dall'architetto recanatese Tommaso Brandoni.
La sera dell'inaugurazione fu rappresentata l'opera di Vincenzo Bellini, Beatrice di Tenda.